# Venerio Trasmondo
Venerio Trasmondo (fl. IX secolo) è stato un vescovo e patriarca italiano della Repubblica di Venezia, patriarca di Grado dall'825 all'852.

## Vita
Eletto alla diocesi di Grado nell'825, mentre nella Venezia condividevano il dogado Angelo e Giustiniano Partecipazio. Entrato subito in contrasto col patriarca di Aquileia Massenzio, si recò a Roma per cercare l'appoggio del papa, Eugenio II. Nell'827, però, Massenzio riuscì a ottenere dall'imperatore Lotario la convocazione di un sinodo a Mantova il 6 giugno, nel quale si vide riconosciuta la metropolia sull'Istria.
 Il 31 gennaio 828, però, giunse a Venezia il corpo di San Marco Evangelista, tradizionalmente considerato primo diffusore del Cristianesimo nell'Italia nord-orientale. Tale evento risollevò il prestigio della chiesa Gradense, della quale la diocesi di Olivolo era suffraganea.